# Appendicula ovalis
Appendicula ovalis är en orkidéart som först beskrevs av Rudolf Schlechter, och fick sitt nu gällande namn av Johannes Jacobus Smith och Rudolf Mansfeld. Appendicula ovalis ingår i släktet Appendicula och familjen orkidéer. Inga underarter finns listade i Catalogue of Life.